# Allée couverte de l’Etoile
 Die Allée couverte de l’Etoile (auch Allée couverte de Crénan genannt) liegt im Wald zwischen Camors und Lambel, bei Hennebont im Département Morbihan in der Bretagne in  Frankreich.
Die Nordost-Südwest orientierte Allée couverte ist etwa 9,2 Meter lang und stärker beschädigt. Der Eingang liegt im Nordwesten. Erkennbar ist ein Steinhaufen, der durch zwei umgestürzte Platten begrenzt wird. Die Tragsteine der Kammer und zwei Decksteine sind noch vorhanden, aber zumeist verstürzt.
In der Nähe liegt der Dolmen du Roh-Du und die eng benachbarten Menhire de l’Étoile – der Menhir Men Bras und der Lambel Menhir.